# The Hues Corporation
The Hues Corporation war eine amerikanische Pop- und Soul-Band, die Mitte der 1970er Jahre im Rahmen der aufkeimenden Disco-Ära bekannt wurde.

## Bandgeschichte
1969 gründeten Hubert Ann Kelley, St. Clair Lee und Karl Russell das Trio The Hues Corporation. Karl Russell wurde ca. 1972 von Fleming Williams abgelöst, kehrte jedoch Mitte der 1970er zurück in die Gruppe. Mit dem Titeltrack des 1973 erschienenen Debütalbums Freedom for the Stallion gelang zum ersten Mal der Einstieg in die US-Charts, wo die Single Platz 63 erreichte.
Das vom selben Album stammende Rock the Boat entwickelte sich 1974 zu einem Welthit und Millionenseller. Die Single stieg in die Top 10 in Deutschland und Großbritannien, belegte Platz 2 der US-R&B-Charts und Platz 1 der Billboard Hot 100. Neben Love’s Theme vom Love Unlimited Orchestra, Rock Your Baby von George McCrae und The Sound of Philadelphia (TSOP) von MFSB gehört das Lied zu den ersten Top-Hits der Disco-Ära. Von Frühjahr bis Sommer dominierte Rock the Boat die amerikanischen Diskotheken mehrere Monate und ist nur deshalb nicht in den Billboard Dance-Charts gelistet, weil diese erstmals am 26. Oktober 1974 erstellt wurden.
Mit dem Album Rockin’ Soul und dem ausgekoppelten Titeltrack konnte The Hues Corporation an den großen Erfolg anknüpfen. Auch diese Single platzierte sich in den internationalen Charts und erklomm in den Vereinigten Staaten die Top 10 der R&B- und der neu gegründeten Dance-Charts. Weitere Charterfolge waren das 1975er Album Love Corporation und die gleichnamige Single. Ein letztes Mal gelang der Sprung in eine Hitparaden 1977 mit dem Titel I Caught Your Act.

## Mitglieder
- Hubert Ann Kelley (* 24. April 1947 in Fairfield, Alabama)
- St. Clair Lee (eigentlich Bernard St. Clair Lee Calhoun Henderson; * 24. April 1944 in San Francisco, † 8. März 2011[2])
- Fleming Williams (* 26. Dezember 1943 in Flint, Michigan; † 15. Februar 1998) – ca. 1972 bis ca. 1974
- Tommy Brown (* in Birmingham, Alabama) – 1974 (für Williams) bis ca. 1975
- Karl Russell (* 10. April 1947 in Columbus, Ohio) – 1969 bis ca. 1972 sowie ab ca. 1975 (für Brown) bis ca. 1979
- Kenny James – ca. 1979/1980

## Diskografie

### Alben
| Jahr | Titel                    | Höchstplatzierung, Gesamtwochen, AuszeichnungChartplatzierungen (Jahr, Titel, Platzierungen, Wochen, Auszeichnungen, Anmerkungen) | Höchstplatzierung, Gesamtwochen, AuszeichnungChartplatzierungen (Jahr, Titel, Platzierungen, Wochen, Auszeichnungen, Anmerkungen) | Anmerkungen                                                                             |
| Jahr | Titel                    | US | R&B | Anmerkungen                                                                             |
| ---- | ------------------------ | --- | --- | --------------------------------------------------------------------------------------- |
| 1973 | Freedom for the Stallion | US20 (18 Wo.)US | R&B59 (2 Wo.)R&B | Erstveröffentlichung: Oktober 1973 Produzent: John Florez                               |
| 1974 | Rockin’ Soul             | — | R&B20 (10 Wo.)R&B | Erstveröffentlichung: November 1974 Produzenten: John Florez, Tom Sellers, Wally Holmes |
| 1975 | Love Corporation         | US147 (5 Wo.)US | R&B40 (6 Wo.)R&B | Erstveröffentlichung: November 1975 Produzent: David Kershenbaum                        |

Weitere Alben
- 1976: I Caught Your Act
- 1978: Your Place or Mine

### Kompilationen
- 1977: The Best of Hues Corporation
- 1991: Golden Classic Edition: Rockin’ Soul
- 2000: Rock the Boat
- 2014: Rockin’ Soul / Love Corporation (2 Alben auf 1 CD)

### Singles
| Jahr | Titel Album                            | Höchstplatzierung, Gesamtwochen, AuszeichnungChartplatzierungen (Jahr, Titel, Album, Platzierungen, Wochen, Auszeichnungen, Anmerkungen) | Höchstplatzierung, Gesamtwochen, AuszeichnungChartplatzierungen (Jahr, Titel, Album, Platzierungen, Wochen, Auszeichnungen, Anmerkungen) | Höchstplatzierung, Gesamtwochen, AuszeichnungChartplatzierungen (Jahr, Titel, Album, Platzierungen, Wochen, Auszeichnungen, Anmerkungen) | Höchstplatzierung, Gesamtwochen, AuszeichnungChartplatzierungen (Jahr, Titel, Album, Platzierungen, Wochen, Auszeichnungen, Anmerkungen) | Höchstplatzierung, Gesamtwochen, AuszeichnungChartplatzierungen (Jahr, Titel, Album, Platzierungen, Wochen, Auszeichnungen, Anmerkungen) | Anmerkungen                                              |
| Jahr | Titel Album                            | DE | UK | US | R&B | Dance | Anmerkungen                                              |
| ---- | -------------------------------------- | --- | --- | --- | --- | --- | -------------------------------------------------------- |
| 1973 | Freedom for the Stallion               | — | — | US63 (8 Wo.)US | — | — | Erstveröffentlichung: März 1973 Autor: Allen Toussaint   |
| 1974 | Rock the Boat Freedom for the Stallion | DE7 (20 Wo.)DE | UK6 Silber · (10 Wo.)UK | US1 Gold · (18 Wo.)US | R&B2 (21 Wo.)R&B | — | Erstveröffentlichung: April 1974 Autor: Waldo Holmes     |
| 1974 | Rockin’ Soul                           | DE32 (2 Wo.)DE | UK24 (6 Wo.)UK | US18 (12 Wo.)US | R&B6 (15 Wo.)R&B | Dance9 (3 Wo.)Dance | Erstveröffentlichung: September 1974 Autor: Waldo Holmes |
| 1975 | Love Corporation                       | — | — | US62 (6 Wo.)US | R&B15 (11 Wo.)R&B | Dance11 (4 Wo.)Dance | Erstveröffentlichung: Januar 1975 Autor: Waldo Holmes    |
| 1977 | I Caught Your Act                      | — | — | US92 (2 Wo.)US | R&B61 (11 Wo.)R&B | Dance3 (14 Wo.)Dance | Erstveröffentlichung: Februar 1977 Autor: Waldo Holmes   |

grau schraffiert: keine Chartdaten aus diesem Jahr verfügbar
Weitere Singles
- 1970: Goodfootin’
- 1973: There He Is Again (vom Soundtrack des Films Blacula)
- 1973: Go to the Poet
- 1973: Miracle Maker (Sweet Soul Shaker)
- 1974: One Good Night Together
- 1975: I’ll Take a Melody
- 1975: You Showed Me What Love Is
- 1977: Telegram of Love
- 1978: Give Me Everything
- 1978: With All My Love and Affection
- 1980: Something in Return